# شوهی فوکای
شوهی فوکای (انگلیسی: Shuhei Fukai؛ زادهٔ ۲۰ ژوئیهٔ ۱۹۹۳) بازیکن فوتبال اهل ژاپن است.